# Saint-Jean-Delnous
Saint-Jean-Delnous település Franciaországban, Aveyron megyében. Lakosainak száma 382 fő (2022. január 1.). Saint-Jean-Delnous Lédergues, Réquista, La Selve, Le Dourn és Faussergues községekkel határos.

## Népesség
A település népessége az elmúlt években az alábbi módon változott:
| Lakosok száma | 491  | 372  | 377  | 463  | 434  | 428  | 418  | 403  | 393  | 382  |
|               | 1968 | 1982 | 1990 | 2006 | 2013 | 2015 | 2017 | 2019 | 2020 | 2022 |